# 5430 Luu
Az 5430 Luu (ideiglenes jelöléssel 1988 JA1) a Naprendszer kisbolygóövében található aszteroida. Carolyn Shoemaker és Eugene Merle Shoemaker fedezte fel 1988. május 12-én.